# John Greenlees Semple
John Greenlees Semple   (Belfast, 10 de juny de 1904 - Londres, 23 d'octubre de 1985) va ser un matemàtic irlandès.

## Biografia
Semple va estudiar matemàtiques al Queen's College de Belfast fins al 1924 i al St John's College (Universitat de Cambridge), on es va graduar el 1927. El 1930 va obtenir el doctorat a Cambridge amb una tesi dirigida per Henry Frederick Baker i va ser escollit fellow del St. John's College de Cambridge. El 1929 havia guanyat el premi Rayleigh i aquell curs va ser professor de la universitat d'Edimburg. A partir de 1930 va ser professor de la universitat Queen's de Belfast. El 1936 va passar a der professor del King's College de Londres. Durant la Segona Guerra Mundial va organitzar l'evacuació de la facultat de matemàtiques (dirigida per George Temple) a Bristol, on va romandre fins al 1943. El 1953 va succeir a Temple com a cap del departament de matemàtiques del King's College. Amb Leonard Roth va dirigir el Seminari de Geometria de Londres durant més de 40 anys.
Va publicar una Introducció a la Geometria Algebraica (1949) amb Leonard Roth i dues monografies sobre Geometria Projectiva Algebraica (1952) i sobre Curves Algebraiques (1959) amb Geoffrey Kneebone. Semple no va acceptar la direcció cada vegada més abstracta de la geometria algebraica i després del 1957 no va publicar pràcticament cap investigació al respecte durant deu anys. A finals dels anys seixanta va reprendre la investigació i va examinar els problemes que havia tractat dècades abans amb una nova perspectiva. El 1971 es va publicar el seu llibre sobre Paral·lelisme de Clifford escrit conjuntament amb J.A. Tyrrell.
Semple és recordat pels seus mètodes de compactificació en torres de paquets.